# Spiranthes longilabris
Spiranthes longilabris är en orkidéart som beskrevs av John Lindley. Spiranthes longilabris ingår i släktet skruvaxsläktet, och familjen orkidéer. Inga underarter finns listade i Catalogue of Life.